# Regina Duarte
Regina Blois Duarte (Franca, São Paulo, 5 de febrero de 1947) es una actriz brasileña de la TV Globo, considerada por muchos la más grande actriz de telenovelas en su país. Fue secretaría especial de Cultura de Brasil, cargo en el que fue designada por el presidente Jair Bolsonaro en enero de 2020.
Su carrera comenzó a los catorce años de edad como actriz en el grupo de aficionados TEC (Teatro Estudiantil de Campinas). Debutó haciendo el payaso en El auto de la compadecida, de Ariano Suassuna. Participó en el montaje de Pluft, el Espíritu, de María Clara Machado, Rapunzel, Navidad en la plaza y El tiempo y los Conway, de J. B. Priestley, y Vía Sacra de Ghéon.
En 1964 apareció en los carteles para una campaña de helados. Luego fue modelo en el anuncio de televisión para una marca de refrigeradores.
Se ganó el apodo de «Novia de Brasil» cuando hizo la telenovela Mi dulce novia, en 1971, TV Globo. Luego fue invitada a participar en la versión brasileña del musical Hair, pero no aceptó el papel porque no quiso desnudarse en el escenario.
En las novelas, Regina Duarte es la actriz con las calificaciones más altas en la carrera de sweeps de duración.
Encarnó personajes antológicos en la televisión como Simone Marqués de Selva de Pedra (1972), en la serie Malu Mulher (1979-1980), la doble personalidad Luana Camara / Priscilla Capricci en Séptimo Sentido (1982), la políticamente correcto Raquel Accioli en la versión original de la telenovela Vale todo (1988), María del Carmen en la Reina de la Chatarra (1990), además de ser la actriz que dio vida a tres Helenas de  Manoel Carlos, en Historia de amor (1995), Por Amor (1997) y Páginas de la Vida (2006). En 2008 dio vida a María Waldete, una mujer muy divertida con un lenguaje pragmático y contundente, en la novela Tres Irmãs. En 2011 interpretó la villana Clô Hayalla en lo remake de El astro. Pero sin duda su mayor éxito fue la extravagante viuda Porcina en la telenovela Roque Santeiro (1985).
Se destacó también en el teatro como Segismundo en la obra La vida es sueño, de Calderón de la Barca, así como en Zil Retrato de una mujer especial, con texto de Noemi Marinho, que fue el primer programa de la televisión brasileña que se rodó íntegramente con técnica de cine.
En cine trabajó en el filme argentino El hombre del subsuelo (1981).